# Arvid Gutschow
Arvid Gutschow, né le 2 octobre 1900 à Hambourg et mort le 14 mai 1984 à Seebergen, est un photographe allemand, ancien directeur du Sénat de Hambourg.

## Biographie
Après des études de droit à Munich et Heidelberg, Arvid Gutschow obtient un poste au Sénat de Hambourg à 27 ans. Il est chargé de la régie de toutes les régions agricoles de l'État de Hambourg ; de plus, il s'agissait d'une tâche qui s’approchait plus de sa vraie passion : l'agriculture.
Déjà à cette époque, il travaillait comme photographe autodidacte, mais il gardait probablement ce secret en grande partie pour des raisons de service public. Ses premières photos datent de 1927-1928.
Après avoir adhéré au NSDAP en 1937, il est jugé « sans tache » par le gouvernement militaire britannique en 1945 et peut rester en fonction. Pendant toute cette période, il a été peu actif en tant que photographe, et s'intéressait plutôt aux questions d’agriculture et d’urbanisme. 
Entre 1951 et 1956, il crée des séries de photos des alentours du village de Seebergen, près de Brême, et aussi d’entreprises industrielles comme Hanomag et de construction navale chez AG Weser, dans le style néo-objectif de son travail des années 1920. Bien qu'à peine remarqué par le public, il apporte ainsi une contribution importante à la photographie des années 1950.
Après 1956, Arvid Gutschow photographie sporadiquement pendant ses voyages en Inde. Il se consacre surtout aux questions de la destruction de l'environnement et aux problèmes du Tiers monde. Avec Andreas Bühting, il publie des fascicules qui ont pour thème l'agriculture alternative.
Arvid Gutschow est décédé le 14 mai 1984.

## Son œuvre
Sa première publication paraît dansDie Liebhaber-Photographie en février 1927. Ses premières photos datent surtout de 1928, pendant le voyage de noces avec sa femme Ulla à Sylt. Il a photographié, entre autres, les nouveaux bâtiments du Kontorhaus de Hambourg, le port, les bâtiments industriels, le marché aux poissons d'Altona, mais aussi l'architecture médiévale en briques et des paysages tels que les côtes de la mer du Nord et de la mer Baltique.
En 1929, sous la direction de László Moholy-Nagy, a lieu à Stuttgart une exposition internationale intitulée Film und Foto (de). On y expose des œuvres de représentants américains et européens importants de l'avant-garde photographique. En ce qui concerne la participation allemande, à côté d'Albert Renger-Patzsch, les travaux du Hambourgeois Arvid Gutschow, âgé de 29 ans, trouvent beaucoup de considération. Les photos montrent surtout des détails techniques ; elles ont pour titres « Pont sur l'Elbe », « Pont sur le Rhin », « Corps de métros », « Avions de liaisons », « Détails d'entour », mais aussi « estran » (partie du littoral périodiquement recouverte par la marée), « Plages », « Dunes ». Ces dernières font partie d'une série qui un an plus tard fut publiée par les éditions Enoch de Hambourg sous le titre « Mer, sable, soleil ». Le livre montrait des paysages d'une manière tout à fait nouvelle pour l'époque, qui est connue depuis comme étant celle de la Nouvelle objectivité.

## Publications
- (de) See, Sand, Sonne : 75 photographische Aufnahmen von Meer, Watt, Strand, Dünen und Küstenpflanzen, Hambourg, Gebrüder Enoch Verlag, 1930.

## Galerie

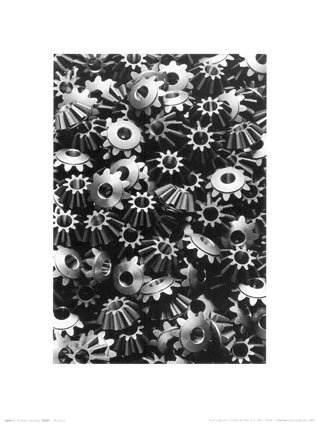
Ohne Titel, 1930-1939
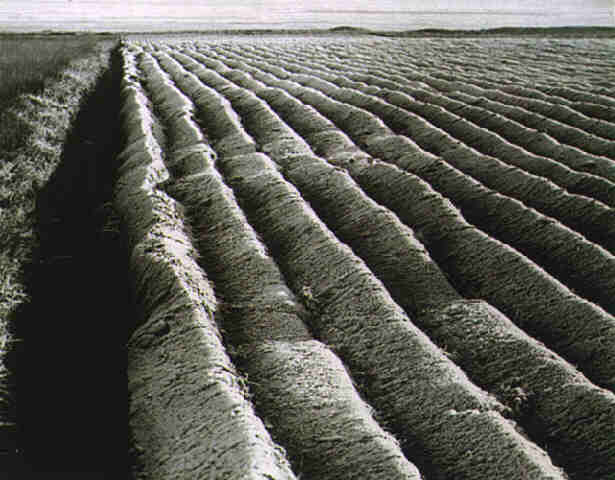
Peeled field in frost, 1930
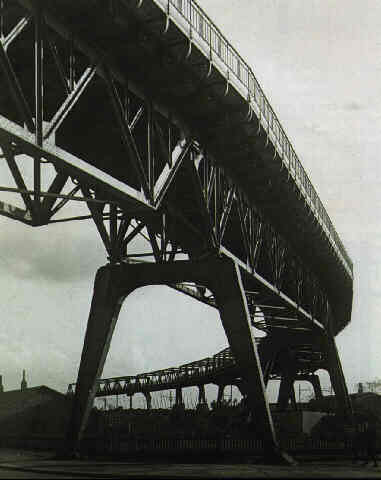
Flyover structure, 1928-1929